# Patientforeningen
Patientforeningen er en dansk patientforening, som arbejder for patienters interesser uanset sygdommens art.
Foreningen bør ikke forveksles med Danske Patienter, som er en paraplyorganisation for danske patientforeninger.